# Heim Gottesschutz
Heim Gottesschutz ist ein Wohnplatz der Stadt Erkner im Landkreis Oder-Spree in Brandenburg.

## Geografische Lage
Der Wohnplatz liegt im Süden der Gemarkung von Erkner. Nördlich befindet sich der Wohnplatz Karutzhöhe, südlich der Wohnplatz Alte Hausstelle. Im Osten führt die Bundesautobahn 10 von Norden kommend in südlicher Richtung vorbei. Südöstlich liegt der weitere Wohnplatz Hohenbinde. Im Westen befindet sich, direkt an der Spree, der weitere Wohnplatz Schönschornstein. Der westliche Teil der Gemarkung wird landwirtschaftlich genutzt, der östliche ist bewaldet.

## Geschichte
Im Jahr 1909 erwarb Friedrich von Bodelschwingh der Ältere ein Bauerngehöft auf den Spreewiesen, die in den Karten des Deutschen Reiches als „zur Alten Hausstelle“ gehörig aufgeführt werden. Von Bodelschwingh hatte bei Besuchen in Berliner Asylheimen Frauen und Mädchen in prekären Lebenslagen kennengelernt, denen er helfen wollte. Um sie zu unterstützen, richtete er im Bauerngehöft eine Einrichtung ein, die 1933 als Wohnplatz Mädchenheim Gottesschütz geführt wurde. Dieser Wohnplatz gehörte zur Oberförsterei Rüdersdorf bei Berlin und kam im genannten Jahr zusammen mit dem Gutsbezirk und der Erwerbslosensiedlung Eigenhilfe zur Gemeinde Erkner.
Im Laufe der Zeit wurden auch Frauen mit Behinderung aufgenommen. Paul Braune und Charlotte Schwarzkopf gelang es, in der Zeit des Nationalsozialismus ihren Abtransport in Lager zu verhindern. In der Zeit der DDR lebten die Frauen weitgehend ohne Kontakt zur Außenwelt. Erst nach der Wende öffnete sich die Einrichtung. Häuser wurden saniert, neue errichtet. Sie wird im 21. Jahrhundert von der Hoffnungstaler Stiftung Lobetal betrieben.